# 希尔伯特-施密特算子
在数学中，一个希尔伯特-施密特算子(英語：Hilbert–Schmidt operator)（得名于大卫·希尔伯特和埃哈德·施密特）, 是希尔伯特空间H上的有界算子A，有有限的希尔伯特-施密特范数
{\displaystyle \|A\|_{HS}^{2}={\rm {Tr}}(A^{*}A):=\sum _{i\in I}\|Ae_{i}\|^{2}}，
其中{\displaystyle \|\ \|}是H上的范数，{\displaystyle \{e_{i}:i\in I\}}是H上的一组标准正交基，Tr是非负自伴算子的迹。这里指标集不一定可数。这个定义不依赖于基底的选择，所以有
{\displaystyle \|A\|_{HS}^{2}=\sum _{i,j}|A_{i,j}|^{2}=\|A\|_{2}^{2}}，
其中{\displaystyle A_{i,j}=\langle e_{i},Ae_{j}\rangle }，{\displaystyle \|A\|_{2}}为{\displaystyle A}在p = 2时的Schatten范数。在欧几里得空间中，{\displaystyle \|\ \|_{HS}}也被称为弗罗贝尼乌斯范数，得名于费迪南德·格奥尔格·弗罗贝尼乌斯。
两个希尔伯特-施密特算子的乘积有有限的迹类范数；因此，如果A和B是两个希尔伯特-施密特算子，希尔伯特-施密特内积可以如下定义
{\displaystyle \langle A,B\rangle _{\mathrm {HS} }=\operatorname {Tr} (A^{*}B)=\sum _{i}\langle Ae_{i},Be_{i}\rangle }。
希尔伯特-施密特算子构成一个H上的有界算子的Banach代数的双边*理想。它们构成一个希尔伯特空间，可以证明自然等距同构到希尔伯特空间的张量积
{\displaystyle H^{*}\otimes H}，
其中H∗是H的对偶空间。
希尔伯特-施密特算子的集合在范数拓扑下是闭集，当且仅当H是有限维空间。
一类重要的例子是希尔伯特-施密特积分算子。
希尔伯特-施密特算子是二阶核型算子，因此是紧的。

## 另请参阅
- 弗羅貝尼烏斯內積（英语：Frobenius inner product）